# 鋸鱗蝰屬
鋸鱗蝰屬（學名：Echis）是蛇亞目蝰蛇科蝰亞科下的一個有毒蛇屬，主要分布於非洲、中東、巴基斯坦、印度及斯里蘭卡。鋸鱗蝰雖然體型較其它毒蛇細小，但牠們是一種性急而且容易發動咬擊的蛇類，加上能分泌強烈的出血毒素，因此被視為是一種危險的蛇類。另外，鋸鱗蝰還有一個特色，就是當牠們遇上危機的時候，會磨擦身上的粗糙鱗片，發出唧唧聲音以向敵人示警。其學名「Echis」來源於希臘語，意指「蝰蛇（viper）」。目前共有8個種已被確認。

## 特徵

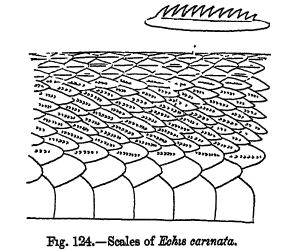
鋸鱗蝰的鋸齒狀鱗片示意圖

與一般蝰蛇相比，鋸鱗蝰的體型較細小，身長最多僅有90公分左右（指埃及鋸鱗蝰，Echis pyramidum）。頭部短小寬闊，呈梨狀，與頸部有明顯分野。鼻端短圓，雙眼相對較大，而且較集中於正面前方。額冠鋪滿細碎的不規則鱗片，鱗片或平滑或尖銳。
鋸鱗蝰身體較修長，呈管狀。背鱗為龍骨結構，尖銳突出。特別的是，鋸鱗蝰身體兩側近腹部區域的鱗片，明顯地向外翹起約45度，翹起的鱗片沿著固定中軸，從身體前方向後方呈脊狀發展，以橫切角度看其鱗段狀態就像鋸齒一般。另外，鋸鱗蝰尾巴較短，其尾下鱗為單片結構。

## 地理分布
鋸鱗蝰主要分布於巴基斯坦、印度及斯里蘭卡，亦分布於中東及非洲（赤道以北地區）。

## 生態行為
所有鋸鱗蝰在遇到危機時，都有一種統一的特殊行為：牠們會將身體盤繞成許多呈「C」狀的複疊小圈，然後將身體的節段互相磨擦，鱗片的磨擊便會引發出像水在壺中被加熱時所產生的唧唧聲。這種行為在英語中被稱為「Stridulation」。當鋸鱗蝰處於戒備狀態時，若受到進一步的騷擾，其磨擦速度會加快，唧唧聲亦會更加響亮。據研究推測，鋸鱗蝰選擇這種警示方式，是為了避免採用一般蝰蛇或眼鏡蛇「以口舌發出嘶嘶聲」的方法，以減少身體水份的耗費。但亦有學者認為鋸鱗蝰在運用身體磨擦法時，口中亦同時在發出響亮的嘶嘶聲。
鋸鱗蝰性情激越，處於警戒狀態時會發動咬擊；如果牠們真的在身體疊成數層小圈的時候進行噬擊，牠們很可能會因而失去平衡並令頭部要害跌向敵人的方向，對於蛇類而言這種舉動是相當罕見的表現。

## 進食及繁殖習慣
鋸鱗蝰屬下的部份蛇類，以胃納不大而為人所知；可是另一部份的鋸鱗蝰則以捕食對象範圍甚廣而聞名。這些鋸鱗蝰有機會捕食蝗蟲、甲蟲、蚯蚓、蜘蛛、蠍子、蜈蚣、蛞蝓、青蛙、蟾蜍、各種爬蟲類動物（包括其它品種的蛇類）、小型哺乳動物與及鳥類等生物。
繁殖方面，大部份在非洲出沒的鋸鱗蝰均為卵生蛇類；而分布於印度的鋸鱗蝰則為卵胎生蛇類。

## 毒性
由鋸鱗蝰咬擊所導致的死亡事件，大概較其它蛇類為多。在熱帶的鄉郊地區，鋸鱗蝰的毒素更具有一定的醫學意義。鋸鱗蝰體型雖小，但相當具侵略性，牠們容易進行咬擊，並分泌出強烈的出血毒素。其毒素對人體所產生的各種徵狀，與鋸鱗蝰本身的身體長度似乎沒有明顯的直接關聯。由於鋸鱗蝰主要於夜間出沒，因此大部份受害者都是於晚間被咬傷的。鋸鱗蝰毒素能令受害者身體的凝血機能活化，產生凝血異常，甚至引發彌散性血管內凝血，為時更可長達數天以至數週之久。這可能會令受害者身體任何部位均有機會出血或滲血，嚴重者更有機會在被咬後數天內引致頭顱內出血。
鋸鱗蝰的毒性會因應物種、地區分布、物種性別、季候甚至個別蛇類的分別而有所變化，當然更要考慮到毒素是以甚麼方式注入生物體內（皮下注射、肌肉注射、腹腔注射或靜脈注射）。正因如此，鋸鱗蝰毒素的LD50亦沒有清晰的標準數據。在以老鼠為對象的鋸鱗蝰毒素半數致死量測試中，靜脈注射LD50值範圍約由2.3 mg/kg（美國水軍於1991年的報告）至24.1 mg/kg（學者基斯頓森於1988年的報告）至0.44-0.48 mg/kg（學者湯遜古蘭斯利於1988年的報告）。對人類而言，約莫3至5毫克的鋸鱗蝰毒量已足以致命（學者明頓於1967年的報告）。學者拉丁費（Latifi, 1991）更指出雌性鋸鱗蝰毒素的毒性，比雄性鋸鱗蝰高出兩倍以上。
鋸鱗蝰的毒素分泌量也是變化不定的。曾有研究結果列出一些體長約為41至56公分的鋸鱗蝰能分泌出20至35毫克（平均16毫克）的毒素；分布在伊朗的鋸鱗蝰則能分泌6至48毫克；而其它地區的鋸鱗蝰則分泌13至35毫克的毒素。鋸鱗蝰產毒量亦因應季節性及蛇類性別而有所變化，夏天時鋸鱗蝰的產毒量最多，而且雄性鋸鱗蝰的產毒量亦多於雌性鋸鱗蝰。

## 物種
| 種名              | 學名及命名者                                    | 亞種數 | 地理分布 |
| ----------------- | ----------------------------------------------- | ------ | --- |
| 鋸鱗蝰            | Echis carinatus，(Schneider, 1801)              | 4      | 阿拉伯半島東南部（包括阿曼、馬士拉島與及阿拉伯聯合酋長國）、伊朗西南部、阿富汗、烏茲別克斯坦、塔吉克斯坦、土庫曼斯坦、巴基斯坦、印度、斯里蘭卡及孟加拉國。             |
| 彩鋸鱗蝰          | Echis coloratus，(Günther, 1878)                | 0      | 埃及東南部、西奈半島、以色列、約旦、沙地阿拉伯、也門及阿曼。 |
| E. hughesi        | Echis hughesi，(Cherlin, 1990)                  | 0      | 索馬利亞。 |
| E. jogeri         | Echis jogeri，(Cherlin, 1990)                   | 0      | 馬里西部及中部。 |
| 羅氏鋸鱗蝰        | Echis leucogaster，(Roman, 1972)                | 0      | 非洲西部及西北部，包括摩洛哥南部、阿爾及利亞、西撒哈拉、毛里塔尼亞、塞內加爾、畿內亞、尼日爾、尼日利亞及布基納法索。                                                   |
| E. megalocephalus | Echis megalocephalus，(Cherlin, 1990)           | 0      | 也門與厄立特里亞之間的紅海島嶼。 |
| 非洲鋸鱗蝰        | Echis ocellatus，(Stemmler, 1970)               | 0      | 非洲西北部，包括毛里塔尼亞、塞內加爾、畿內亞、象牙海岸、布基納法索、加納、貝寧、多哥、尼日爾南部、尼日利亞、喀麥隆北部及乍得南部。                                     |
| 埃及鋸鱗蝰        | Echis pyramidum，(Geoffroy Saint-Hilaire, 1827) | 2      | 非洲東北部：包括埃及、蘇丹、埃塞俄比亞、厄立特里亞、索馬利亞及肯雅北部；亦分佈於阿拉伯半島，包括也門、沙地阿拉伯、阿曼。亦有一部份棲息於利比亞、突尼西亞及阿爾及利亞。 |

## 分類
部份文獻顯示鋸鱗蝰屬還有數個尚待確認的物種，包括：
- E. omanensis（Babocsay, 2004）：於阿拉伯聯合酋長國及阿曼東部發現的新品種。
- E. khosatzkii（Cherlin, 1990）：於阿曼及也門發現的新品種，是埃及鋸鱗蝰（E. pyramidum）的同義異名。
- E. multisquamatus（Cherlin, 1981）：被視為鋸鱗蝰的亞種（E. carinatus multisquamatus）。

## 備註
1. 1 2 3 4 5  McDiarmid RW, Campbell JA, Touré T. 1999. Snake Species of the World: A Taxonomic and Geographic Reference, vol. 1. Herpetologists' League. 511 pp. ISBN 1-893777-00-6 (series). ISBN 1-893777-01-4 (volume).
2. 1 2 3 4 5 6 7 8 9 10 11  Mallow D, Ludwig D, Nilson G. 2003. True Vipers: Natural History and Toxinology of Old World Vipers. Krieger Publishing Company, Malabar, Florida. 359 pp. ISBN 0-89464-877-2.
3. ↑  E （页面存档备份，存于） at California Plant Names: Latin and Greek Meanings and Derivations. A Dictionary of Botanical Etymology （页面存档备份，存于）
4. ↑  Campbell JA, Lamar WW. 2004. The Venomous Reptiles of the Western Hemisphere. Comstock Publishing Associates, Ithaca and London. 870 pp. 1500 plates. ISBN 0-8014-4141-2.
5. 1 2  . ITIS. 2006  [31 July, 2006].
6. 1 2 3 4 5  Spawls S, Branch B. 1995. The Dangerous Snakes of Africa. Ralph Curtis Books. Dubai: Oriental Press. 192 pp. ISBN 0-88359-029-8.
7. 1 2  Mehrtens JM. 1987. Living Snakes of the World in Color. New York: Sterling Publishers. 480 pp. ISBN 0-8069-6460-X.
8. ↑  Campbell CH. 1995. Snake bite and snake venoms:  their effects on the nervous system.  In: de Wolff FA, editor.  Handbook of clinical neurology, vol 21 (65). Intoxications of the nervous system, part II.  Amsterdam: Elsevier Science Publications.
9. ↑  .   [2011-01-11]. （原始内容存档于2019-07-01）.
10. ↑  Echis omanensis, Oman saw-scaled viper 的存檔，存档日期2007-05-27. at Wolfgang Wüster's homepage （页面存档备份，存于） 的存檔，存档日期2006-09-25.

## 外部連結
- （英文）Echis at Herpbreeder.com
- （英文）Echis photo gallery （页面存档备份，存于） at Herpetology of Africa （页面存档备份，存于）
- （英文）Megasphera：鋸鱗蝰 （页面存档备份，存于）